# بيرسي ألين
بيرسي ألين (بالإنجليزية: Percy Allen)‏ (2 يوليو 1895 في المملكة المتحدة - 1969) هو لاعب كرة قدم بريطاني (وحمل سابقاً جنسية المملكة المتحدة لبريطانيا العظمى وأيرلندا) في مركز نصف الجناح. لعب مع نادي نورثامبتون تاون ووست هام يونايتد ولينكولن سيتي أف سي ونادي ويموث.